# 扬州柴油机
扬州柴油机有限责任公司前身为始建于1950年的扬州柴油机厂。

## 历史与现状
1950年扬州柴油机厂成立，1965年生产柴油发动机。2001年9月扬州柴油机厂改制成立扬柴公司，注册资本30168万元，其中江苏亚星汽车集团有限公司占50.84%，扬州亚星客车股份有限公司占27.71%。
已于潍柴重组

## 旗下产品
“扬子江”牌欧II、欧III四缸柴油发动机。

## 链接
- 江苏亚星汽车集团有限公司
- 扬州柴油机有限责任公司 （页面存档备份，存于）